# Scopula paludalis
Scopula paludalis là một loài bướm đêm trong họ Geometridae.